# Sadz

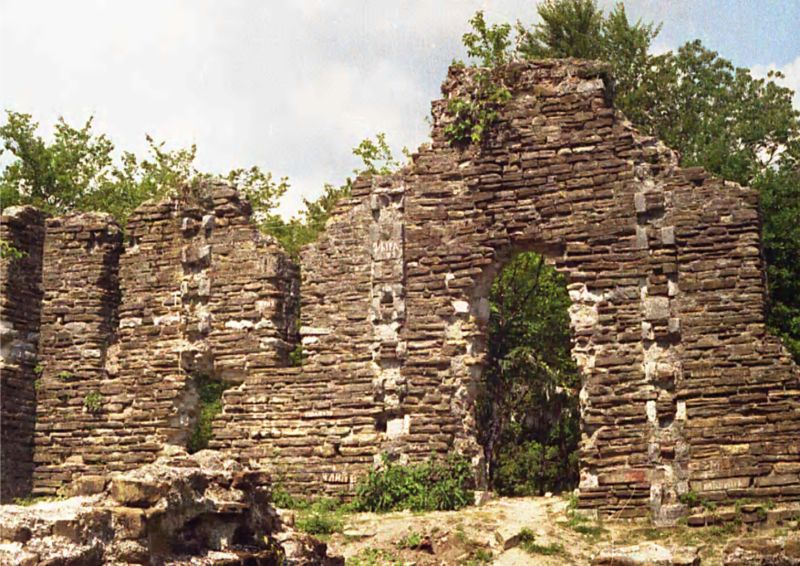
Ruinas de la iglesia medieval Sadz, en la actual Sochi.

Los sadz o asadzwa, también conocidos como yigetos, son un subgrupo étnico de los abjasios. Algunos autores suponen que son originarios de la tribu Sanigoi mencionada por los autores clásicos. En el siglo VI, formaron una organización tribal, que luego se mezclaron con los abasgoi, apsilae y missimianoi en el reino de Abjasia. 
Hasta 1864 los sadz vivieron en las costas del mar Negro, al norte de Gagra hasta el río Josta (Jamish). Formaron la región de Sadzin, que constaba de las posesiones de los clanes Kamish, Aridba, Amarshan y Gechba, bajo la hegemonía del clan Tsanba. Los príncipes ubijos Oblagua y Dziash también fueron originarios de los sadz.
Algunos mantienen que entre los siglos XII y XIV, una parte de los sadz fueron forzados por los ubijos a trasladarse a la Abazinia, en la vertiente norte del Gran Cáucaso, formándose así el pueblo abasio. Esta es solo una de las teorías que explican la migración de sus antepasados desde Abjasia a lo que hoy es el pueblo Abaza. Después de la guerra ruso-circasiana finalizada en 1864, la mayoría de los Sadz fueron forzados a migrar como muhayires hacia el Imperio otomano. Algunos se establecieron en Adjaria, en ese momento bajo el poder otomano.
En la actualidad, el dialecto sadz del abjaso solo se habla en Turquía. El dialecto sadz se divide en los subdialectos Ajaltsis y Tsvizhi.
Las tribus sadz, aíbga y ajchipsou de Abjasia fueron los últimos grupos que ofrecieron resistencia a los avances rusos durante la guerra del Cáucaso. Las últimas tribus conquistadas por los rusos fueron los ajchipsou y los aíbga, que vivían en los alrededores de lo que hoy es Krásnaya Poliana.